# La Sonora del Plata
La Sonora del Plata fue una banda de rock argentina fundada en 1986 y separada en 1991, formada por Gillespi, Mex Urtizberea, Nono Belvis, Mono Hurtado, Horacio Lopez, Aníbal Barbieri, Nicolás Posse y Beto Satragni. Editaron dos discos, La Sonora del Plata y Matina, ambos con la discográfica Melopea, de Litto Nebbia.

## Discografía
| Año  | Disco               |
| ---- | ------------------- |
| 1988 | La Sonora del Plata |
| 1990 | Matina              |

### La Sonora del Plata
El primer disco de la banda fue La Sonora del Plata, que fue editado en 1988 y está compuesto de los siguientes diez temas:
1. El jardín de las delicias
2. Bailongo I
3. Mi mimosa Violeta
4. Mundo animal
5. Soplando y repiqueteando
6. Buenos días, que tal
7. Querido Pascualito
8. El hombre bala
9. Renomex
10. Calmo y sin prisas

### Matina
El segundo disco de la banda fue Matina, el cual fue editado en 1990 y está compuesto de los siguientes ocho temas:
1. Cruzando la vía
2. Matina
3. Iaradarago
4. Carcajada
5. A través del silencio
6. Pasajero
7. Convientillo
8. Ágape